# Clóvis Bueno
Clóvis Bueno (Santos, 1940 - Rio de Janeiro, 25 de juny de 2015) va ser un director artístic i director de cinema brasiler.

## Biografia
Actor, director, escenògraf, director d'art, dissenyador de vestuari, guionista i assistent de director de cinema. Va actuar en el teatre en les dècades 60 i 70 com a actor, director, escenògraf i figurista a nivell internacional. Va ser director d'art de Jugant en els camps del senyor (dirigit per Hector Babenco i produït per Saul Zaentz, d' Amadeus, i O Beijo da Mulher Aranha d'Hector Babenco. El 2005 es va estrenar com a director amb Cafundó, i continuà com a director artístic de les sèries de televisió brasileres As Cariocas (2010) i As Brasileiras (2012). Va morir en circumstàncies estranyes.

## Filmografia
Director artístic
- 2010 - High School Musical: O Desafio
- 2007 - O Homem Que Desafiou o Diabo
- 2006 - Os Desafinados
- 2004 - A Dona da História
- 2004 - Onde Anda Você
- 2002 - Lara
- 1999 - Orfeu
- 1998 - Amor & Cia
- 1995 – As Meninas
- 1995 – O Monge e a Filha do Carrasco
- 1994 - Menino Maluquinho - O Filme
- 1993 - Era Uma Vez no Tibet
- 1993 - Vagas para moças de Fino Trato
- 1989 - Doida Demais
- 1987 - Feliz Ano Velho
- 1986 - A Cor do seu Destino
- 1985 - O Beijo da Mulher Aranha
- 1984 - Águia na Cabeça
- 1982 – Os Três Palhaços e o Menino
- 1981 - Pixote, a Lei do Mais Fraco
- 1981 - Fruto do Amor
- 1981 – O Seqüestro
- 1981 – O Torturador
- 1981 - Viagem ao Céu da Boca
- 1978 – O Escolhido de Iemanjá
- 1976 – O Pai do Povo

Dissenyador de producció
- 2003 - Carandiru
- 1998 - Kenoma
- 1997 - A Ostra e o Vento
- 1995 - Jenipapo
- 1994 - Lamarca
- 1992 - Kickboxer 3: The Art of War
- 1991 – Jugant en els camps del senyor
- 1988 - Jorge, um Brasileiro
- 1988 - Mistério no Colégio Brasil
- 1985 – O Beijo da Mulher Aranha
- 1985 - A Hora da Estrela
- 1982 - Aventuras de um Paraíba
- 1982 – Índia, a Filha do Sol

Figurinista
- 1987 - Feliz Ano Velho
- 1985 - The Emerald Forest
- 1982 - Aventuras de um Paraíba
- 1982 - Índia, a Filha do Sol
- 1982 – Os Três Palhaços e o Menino
- 1981 - Pixote, a Lei do Mais Fraco
- 1981 - Fruto do Amor
- 1981 - Viagem ao Céu da Boca

Guionista
- 2005 – Cafundó
- 1982 – Os Três Palhaços e o Menino

Director
- 2005 – Cafundó

Actor
- 2004 - A Dona da História

## Premis
L'any 2001, va rebre el Gran Premi Cinema Brasil a la millor direcció artística pel seu treball a Castelo Rá-Tim-Bum. I el 2005 va rebre el premi a la millor opera prima a la XII Mostra de Cinema Llatinoamericà de Lleida per Cafundó.
El 2014, va ser el professional de l'audiovisual premiat per ABC (Associação Brasileira de Cinematografia) durant el "Prêmio ABC 2014". Héctor Babenco va ser la persona que va retre homenatge a Clóvis Bueno, soci d'algunes de les seves produccions més importants com "Jugant en els camps del senyor", "Pixote", "O Beijo da Mulher Aranha" i "Carandiru").